# Стара Градишка
Стара Градишка (хорв. Stara Gradiška) — селище і громада в Бродсько-Посавській жупанії Хорватії.
Село розташовано на лівому березі прикордонної річки Сава, навпроти Босанської Градишки, що в Боснії і Герцеговині.
Відоме своєю історичною в'язницею, вперше відкритою в 1920 р. Під час Другої світової устаський режим використовував її як Концентраційний табір Стара Градишка, що був відділенням Ясеновацького комплексу. З 1945 до кінця 1980 в'язниця у Старій Градишці була місцем позбавлення волі для політичних в'язнів комуністичного режиму, зокрема засуджених за політичні переконання хорватів, які жартома називали себе «градищанськими хорватами». У 1991 в'язницю було офіційно закрито демократичною Республікою Хорватія. Влада громади планує перетворити цей об'єкт на музей . Католицька церква планує побудувати в цій місцевості меморіальну церкву. На початку війни в Хорватії населений пункт став важливим опорним пунктом ЮНА, через який постачалася зброя для військ країнських сербів у Західній Славонії. Стару Градишку визволено 2 травня 1995 року під час операції «Блискавка».
На території муніципалітету діє культурно-мистецьке товариство KUD Posavina. Свято Святого Михайла тут відзначається як свій День громади.

## Населення
Населення громади за даними перепису 2011 року становило 1363 осіб. Населення самого поселення становило 327 осіб.
Динаміка чисельності населення громади:
Динаміка чисельності населення центру громади:

## Населені пункти
Крім поселення Стара Градишка, до громади також входять: 
- Доній Варош
- Горній Варош
- Греджани
- Новий Варош
- Пиваре
- Ускоці

## Клімат
Середня річна температура становить 11,36°C, середня максимальна – 25,80°C, а середня мінімальна – -5,91°C. Середня річна кількість опадів – 924 мм.
| Клімат поселення                              | Клімат поселення | Клімат поселення | Клімат поселення | Клімат поселення | Клімат поселення | Клімат поселення | Клімат поселення | Клімат поселення | Клімат поселення | Клімат поселення | Клімат поселення | Клімат поселення | Клімат поселення |
| Показник                                      | Січ.             | Лют.             | Бер.             | Квіт.            | Трав.            | Черв.            | Лип.             | Серп.            | Вер.             | Жовт.            | Лист.            | Груд.            |                  |
| Середній максимум, °C                         | 6,17             | 8,69             | 13,10            | 17,57            | 22,44            | 25,80            | 25,74            | 25,01            | 21,14            | 16,01            | 10,33            | 6,10             |                  |
| Середня температура, °C                       | 0,13             | 2,61             | 7,04             | 11,52            | 16,40            | 19,72            | 21,48            | 20,72            | 16,90            | 11,72            | 6,10             | 1,84             |                  |
| Середній мінімум, °C                          | −5,91            | −3,4             | 1,00             | 5,49             | 10,35            | 13,70            | 17,23            | 16,48            | 12,64            | 7,48             | 1,83             | −2,42            |                  |
| Норма опадів, мм                              | 59               | 54               | 64               | 77               | 84               | 100              | 86               | 83               | 74               | 83               | 87               | 73               |                  |
| Середньомісячна швидкість вітру, м/с          | 1.50             | 1.80             | 2.10             | 2.10             | 1.90             | 1.74             | 1.70             | 1.57             | 1.50             | 1.50             | 1.56             | 1.60             |                  |
| Середньомісячна сонячна радіація, кДж/м²·день | 4346             | 7193             | 11069            | 15529            | 19570            | 21870            | 22808            | 20357            | 15026            | 9225             | 4922             | 3625             |                  |
| --------------------------------------------- | ---------------- | ---------------- | ---------------- | ---------------- | ---------------- | ---------------- | ---------------- | ---------------- | ---------------- | ---------------- | ---------------- | ---------------- | ---------------- |
| Джерело:                                      |                  |                  |                  |                  |                  |                  |                  |                  |                  |                  |                  |                  |                  |

## Демографія
|      | Хорвати | Босняки | Угорці | Цигани | Румуни | Русини | Словенці | Серби | Італійці | Інші | Віруючі | Атеїсти | Югослави | Разом |
| ---- | ------- | ------- | ------ | ------ | ------ | ------ | -------- | ----- | -------- | ---- | ------- | ------- | -------- | ----- |
| 1991 | 1177    | 41      | -      | -      | -      | -      | -        | 1038  | -        | 111  | -       | -       | 164      | 2531  |
| 2001 | 1428    | 2       | 2      | 1      | -      | 1      | -        | 247   | 1        | 14   | 18      | 3       | -        | 1717  |
| 2011 | 1134    | 4       | -      | 2      | 1      | -      | 1        | 197   | 1        | 3    | 16      | 4       | -        | 1363  |

Зауваження: в 1991 році муніципалітету як такого не існувало. Статистика отримується шляхом додавання населених пунктів.